# Landeswahlkreis Steiermark
Der Landeswahlkreis Steiermark ist ein Landeswahlkreis in Österreich, der bei Wahlen zum Nationalrat für die Vergabe der Mandate im zweiten Ermittlungsverfahren gebildet wird. Der Wahlkreis umfasst das Bundesland Steiermark.
Bei der Nationalratswahl 2019 waren im Landeswahlkreis Steiermark 965.659 Personen wahlberechtigt, wobei bei der Wahl die Österreichische Volkspartei (ÖVP) mit 38,9 % als stärkste Partei hervorging. Von den 27 zu vergebenden Mandaten entfielen zehn auf die ÖVP, fünf auf die Sozialdemokratische Partei Österreichs (SPÖ), vier auf die Freiheitliche Partei Österreichs (FPÖ), drei auf Die Grünen – Die Grüne Alternative (GRÜNE) und eines auf die NEOS. Davon waren über Grundmandate in den Regionalwahlkreisen bereits acht an die ÖVP, zwei an die SPÖ, drei an die FPÖ, und eines an die Grünen vergeben worden.

## Geschichte
Nach dem Ende des Staates Österreich-Ungarn wurde für das Gebiet der Steiermark mit der Wahlordnung 1918 für die Wahl der konstituierenden Nationalversammlung insgesamt vier Wahlkreise geschaffen. Dies waren die Wahlkreise Graz und Umgebung (Wahlkreis 20), Mittel- und Untersteier (WK 21), Oststeier (WK 22) und Obersteier (WK 23). Mit der Neuordnung der Wahlkreise nach dem endgültigen Verlust von Gebieten wie Südböhmen und Südtirol erhielt die Wahlkreise teilweise neue Nummern. Die Steiermark war von dieser Maßnahme jedoch nicht betroffen. Nachdem die Wahlordnung von 1923 von der austrofaschistischen Regierung 1934 außer Kraft gesetzt worden war, wurde die ursprüngliche Einteilung der Wahlkreise nach dem Zweiten Weltkrieg mit dem Verfassungsgesetz vom 19. Oktober 1945 weitgehend wieder eingeführt. 1971 wurde mit der Nationalrats-Wahlordnung 1971 schließlich eine tiefgreifende Wahlkreisreform durchgeführt, mit der die Anzahl der Wahlkreise in Österreich auf nur noch neun reduziert wurde. Für das Bundesland Steiermark bestand in der Folge nur noch ein Wahlkreis, der Wahlkreis Steiermark (Wahlkreis 6). Mit Inkrafttreten der Nationalrats-Wahlordnung 1992 wurde das österreichische Bundesgebiet schließlich in 43 Regionalwahlkreise unterteilt und somit ein drittes Ermittlungsverfahren eingeführt, wobei der Landeswahlkreis Steiermark (Wahlkreis 6) für das erste Ermittlungsverfahren in die acht Regionalwahlkreise Graz (6A), Steiermark Mitte (6B), Steiermark Süd (6C), Steiermark Süd-Ost (6D), Steiermark Ost (6E), Steiermark Nord (6F), Steiermark Nord-West (6G) und Steiermark West (6H) unterteilt wurde. Der Landeswahlkreis Steiermark erhielt in der Folge 1993 29 Mandate zugewiesen, wobei die Neuberechnung der Mandatsverteilung zwischen den Bundesländern im Jahr 2002 (nach den Ergebnissen der Volkszählung 2001) für den Landeswahlkreis Steiermark zum Verlust eines Mandates führte. Im Zuge der Reorganisation der steirischen Bezirkshauptmannschaften wurden vor der Nationalratswahl 2013 die Regionalwahlkreise verändert und ihre Zahl auf nunmehr vier reduziert, Graz und Umgebung (6A), Oststeiermark (6B), Weststeiermark (6C) sowie Obersteiermark (6D). 2013 erfolgte auch eine weitere Verschiebung eines Mandates von der Steiermark nach Niederösterreich, womit nunmehr 27 Mandate auf den Landeswahlkreis Steiermark entfallen.

## Wahlergebnisse
| Nationalratswahlen im Landeswahlkreis Steiermark | Nationalratswahlen im Landeswahlkreis Steiermark | Nationalratswahlen im Landeswahlkreis Steiermark | Nationalratswahlen im Landeswahlkreis Steiermark | Nationalratswahlen im Landeswahlkreis Steiermark | Nationalratswahlen im Landeswahlkreis Steiermark | Nationalratswahlen im Landeswahlkreis Steiermark | Nationalratswahlen im Landeswahlkreis Steiermark | Nationalratswahlen im Landeswahlkreis Steiermark | Nationalratswahlen im Landeswahlkreis Steiermark | Nationalratswahlen im Landeswahlkreis Steiermark | Nationalratswahlen im Landeswahlkreis Steiermark |
| Wahltermin                                       | GM                                               |                                                  | SPÖ                                              | ÖVP                                              | FPÖ                                              | GRÜNE                                            | BZÖ                                              | LIF/NEOS                                         | FRANK                                            | PILZ/JETZT                                       | Sonstige                                         |
| ------------------------------------------------ | ------------------------------------------------ | ------------------------------------------------ | ------------------------------------------------ | ------------------------------------------------ | ------------------------------------------------ | ------------------------------------------------ | ------------------------------------------------ | ------------------------------------------------ | ------------------------------------------------ | ------------------------------------------------ | ------------------------------------------------ |
| 25. November 1945                                |                                                  | Stimmenanteile (%)                               | 41,7                                             | 52,9                                             | -                                                | -                                                | -                                                | -                                                | -                                                | -                                                | 5,4                                              |
| 25. November 1945                                | 24                                               | Grundmandate                                     | 10                                               | 13                                               | -                                                | -                                                | -                                                | -                                                | -                                                | -                                                | 0                                                |
| 9. Oktober 1949                                  |                                                  | Stimmenanteile (%)                               | 37,4                                             | 42,9                                             | 14,5                                             | -                                                | -                                                | -                                                | -                                                | -                                                | 5,1                                              |
| 9. Oktober 1949                                  | 26                                               | Grundmandate                                     | 9                                                | 9                                                | 2                                                | -                                                | -                                                | -                                                | -                                                | -                                                | 0                                                |
| 22. Februar 1953                                 |                                                  | Stimmenanteile (%)                               | 41,1                                             | 40,7                                             | 13,6                                             | -                                                | -                                                | -                                                | -                                                | -                                                | 4,6                                              |
| 22. Februar 1953                                 | 26                                               | Grundmandate                                     | 11                                               | 9                                                | 2                                                | -                                                | -                                                | -                                                | -                                                | -                                                | 0                                                |
| 13. Mai 1956                                     |                                                  | Stimmenanteile (%)                               | 44,00                                            | 45,6                                             | 6,9                                              | -                                                | -                                                | -                                                | -                                                | -                                                | 3,5                                              |
| 13. Mai 1956                                     | 26                                               | Grundmandate                                     | 11                                               | 13                                               | 0                                                | -                                                | -                                                | -                                                | -                                                | -                                                | 0                                                |
| 10. Mai 1959                                     |                                                  | Stimmenanteile (%)                               | 45,3                                             | 44,7                                             | 6,8                                              | -                                                | -                                                | -                                                | -                                                | -                                                | 3,1                                              |
| 10. Mai 1959                                     | 26                                               | Grundmandate                                     | 11                                               | 12                                               | 0                                                | -                                                | -                                                | -                                                | -                                                | -                                                | 0                                                |
| 18. November 1962                                |                                                  | Stimmenanteile (%)                               | 43,24                                            | 46,5                                             | 6,8                                              | -                                                | -                                                | -                                                | -                                                | -                                                | 3,4                                              |
| 18. November 1962                                | 26                                               | Grundmandate                                     | 11                                               | 13                                               | 0                                                | -                                                | -                                                | -                                                | -                                                | -                                                | 0                                                |
| 6. März 1966                                     |                                                  | Stimmenanteile (%)                               | 43,8                                             | 49,8                                             | 4,9                                              | -                                                | -                                                | -                                                | -                                                | -                                                | 1,6                                              |
| 6. März 1966                                     | 26                                               | Grundmandate                                     | 11                                               | 13                                               | 0                                                | -                                                | -                                                | -                                                | -                                                | -                                                | 0                                                |
| 1. März 1970                                     |                                                  | Stimmenanteile (%)                               | 47,9                                             | 45,6                                             | 5,0                                              | -                                                | -                                                | -                                                | -                                                | -                                                | 1,5                                              |
| 1. März 1970                                     | 26                                               | Grundmandate                                     | 12                                               | 11                                               | 0                                                | -                                                | -                                                | -                                                | -                                                | -                                                | 0                                                |
| 10. Oktober 1971                                 |                                                  | Stimmenanteile (%)                               | 49,0                                             | 44,5                                             | 4,9                                              | -                                                | -                                                | -                                                | -                                                | -                                                | 1,6                                              |
| 10. Oktober 1971                                 | 29                                               | Grundmandate                                     | 14                                               | 12                                               | 1                                                | -                                                | -                                                | -                                                | -                                                | -                                                | 0                                                |
| 5. Oktober 1975                                  |                                                  | Stimmenanteile (%)                               | 50,3                                             | 43,9                                             | 4,6                                              | -                                                | -                                                | -                                                | -                                                | -                                                | 1,2                                              |
| 5. Oktober 1975                                  | 30                                               | Grundmandate                                     | 15                                               | 13                                               | 1                                                | -                                                | -                                                | -                                                | -                                                | -                                                | 0                                                |
| 6. Mai 1979                                      |                                                  | Stimmenanteile (%)                               | 51,4                                             | 41,4                                             | 6,2                                              | -                                                | -                                                | -                                                | -                                                | -                                                | 1,0                                              |
| 6. Mai 1979                                      | 30                                               | Grundmandate                                     | 15                                               | 12                                               | 1                                                | -                                                | -                                                | -                                                | -                                                | -                                                | 0                                                |
| 24. April 1983                                   |                                                  | Stimmenanteile (%)                               | 49,5                                             | 42,3                                             | 4,0                                              | 1,8                                              | -                                                | -                                                | -                                                | -                                                | 2,4                                              |
| 24. April 1983                                   | 29                                               | Grundmandate                                     | 14                                               | 12                                               | 1                                                | 0                                                | -                                                | -                                                | -                                                | -                                                | 0                                                |
| 23. November 1986                                |                                                  | Stimmenanteile (%)                               | 41,0                                             | 44,1                                             | 9,9                                              | 4,1                                              | -                                                | -                                                | -                                                | -                                                | 0,9                                              |
| 23. November 1986                                | 29                                               | Grundmandate                                     | 11                                               | 12                                               | 2                                                | 1                                                | -                                                | -                                                | -                                                | -                                                | 0                                                |
| 7. Oktober 1990                                  |                                                  | Stimmenanteile (%)                               | 43,3                                             | 33,2                                             | 16,8                                             | 3,9                                              | -                                                | -                                                | -                                                | -                                                | 2,8                                              |
| 7. Oktober 1990                                  | 29                                               | Grundmandate                                     | 12                                               | 9                                                | 4                                                | 1                                                | -                                                | -                                                | -                                                | -                                                | 0                                                |
| 9. Oktober 1994                                  |                                                  | Stimmenanteile (%)                               | 36,6                                             | 27,5                                             | 23,4                                             | 6,2                                              | -                                                | 5,0                                              | -                                                | -                                                | 1,3                                              |
| 9. Oktober 1994                                  | 29                                               | Grundmandate                                     | 10                                               | 7                                                | 6                                                | 1                                                | -                                                | 1                                                | -                                                | -                                                | 0                                                |
| 17. Dezember 1995                                |                                                  | Stimmenanteile (%)                               | 39,6                                             | 29,5                                             | 21,2                                             | 4,0                                              | -                                                | 4,2                                              | -                                                | -                                                | 1,5                                              |
| 17. Dezember 1995                                | 29                                               | Grundmandate                                     | 11                                               | 8                                                | 6                                                | 1                                                | -                                                | 1                                                | -                                                | -                                                | 0                                                |
| 3. Oktober 1999                                  |                                                  | Stimmenanteile (%)                               | 33,8                                             | 26,8                                             | 29,2                                             | 5,8                                              | -                                                | 2,6                                              | -                                                | -                                                | 1,8                                              |
| 3. Oktober 1999                                  | 29                                               | Grundmandate                                     | 9                                                | 7                                                | 8                                                | 1                                                | -                                                | 0                                                | -                                                | -                                                | 0                                                |
| 24. November 2002                                |                                                  | Stimmenanteile (%)                               | 37,0                                             | 44,6                                             | 9,6                                              | 7,0                                              | -                                                | 0,9                                              | -                                                | -                                                | 0,9                                              |
| 24. November 2002                                | 28                                               | Grundmandate                                     | 10                                               | 2                                                | 12                                               | 1                                                | -                                                | 0                                                | -                                                | -                                                | 0                                                |
| 1. Oktober 2006                                  |                                                  | Stimmenanteile (%)                               | 37,2                                             | 37,5                                             | 10,4                                             | 7,9                                              | 3,2                                              | -                                                | -                                                | -                                                | 3,8                                              |
| 1. Oktober 2006                                  | 28                                               | Grundmandate                                     | 10                                               | 10                                               | 2                                                | 2                                                | 0                                                | -                                                | -                                                | -                                                | 0                                                |
| 28. September 2008                               |                                                  | Stimmenanteile (%)                               | 29,3                                             | 26,2                                             | 17,3                                             | 8,5                                              | 13,2                                             | 1,6                                              | -                                                | -                                                | 3,9                                              |
| 28. September 2008                               | 28                                               | Grundmandate                                     | 8                                                | 7                                                | 4                                                | 2                                                | 3                                                | 0                                                | -                                                | -                                                | 0                                                |
| 29. September 2013                               |                                                  | Stimmenanteile (%)                               | 23,8                                             | 20,9                                             | 24,0                                             | 10,6                                             | 3,9                                              | 3,9                                              | 10,0                                             | -                                                | 2,9                                              |
| 29. September 2013                               | 27                                               | Grundmandate                                     | 6                                                | 5                                                | 6                                                | 2                                                | 0                                                | 1                                                | 2                                                | -                                                | 0                                                |
| 15. Oktober 2017                                 |                                                  | Stimmenanteile (%)                               | 25,1                                             | 31,5                                             | 29,4                                             | 2,8                                              | -                                                | 5,0                                              | -                                                | 3,9                                              | 2,2                                              |
| 15. Oktober 2017                                 | 27                                               | Grundmandate                                     | 6                                                | 8                                                | 7                                                | 0                                                | -                                                | 1                                                | -                                                | 1                                                | 0                                                |
| 29. September 2019                               |                                                  | Stimmenanteile (%)                               | 19,2                                             | 38,9                                             | 18,5                                             | 13,0                                             | -                                                | 7,1                                              | -                                                | 1,7                                              | 1,7                                              |
| 29. September 2019                               | 27                                               | Grundmandate                                     | 5                                                | 10                                               | 4                                                | 3                                                | -                                                | 1                                                | -                                                | 0                                                | 0                                                |
| 29. September 2024                               |                                                  | Stimmenanteile (%)                               | 18,6                                             | 27,0                                             | 32,2                                             | 7,6                                              | -                                                | 8,2                                              | -                                                | -                                                | 6,6                                              |
| 29. September 2024                               | 27                                               | Grundmandate                                     | 5                                                | 7                                                | 8                                                | 2                                                | -                                                | 2                                                | -                                                | -                                                | 0                                                |